# Alexander von Stuckrad
Franz Friedrich Alexander von Stuckrad (né le 20 février 1814 à Rhein et mort le 2 janvier 1895 à Naumbourg) est un lieutenant général prussien.

## Biographie

### Origine
Alexander von Stuckrad est le fils du lieutenant-général prussien Leopold von Stuckrad et de son épouse Charlotte, née von Drigalski (1785-1854). Son frère aîné Otto (de) (1803-1888) est un général de division prussien, Leonhard (1808-1885) un lieutenant général prussien.

### Carrière militaire
Stuckrad étudie aux maisons des cadets de Culm et de Berlin. Le 10 août 1831, il est nommé sous-lieutenant au 30e régiment d'infanterie de l'armée prussienne . En 1835/38, il est envoyé à l'École générale de guerre pour poursuivre sa formation. Cela est suivi par un commandement en tant qu'éducateur à la maison des cadets de Berlin. Lorsqu'il est promu premier lieutenant, il est transféré au même titre à la maison des cadets de Graudenz. Le 4 avril 1846, il est transféré au 4e régiment d'infanterie et, à partir de mars 1847, Stuckrad agit comme commandant de compagnie au sein du 3e bataillon. En août 1848, il est promu capitaine et commandant de compagnie avant que Stuckrad ne soit promu à la mi-mars 1853 major et commandant du bataillon de Landwehr du 34e régiment de fusiliers à Ortelsbourg. Cela est suivi d'un passage du 12 mars 1857 au 17 janvier 1859 en tant que commandant du bataillon de fusiliers du 24e régiment d'infanterie. Stuckrad est alors nommé commandant du 1er bataillon du 13e régiment d'infanterie et début juillet 1860, il est promu lieutenant-colonel. À ce titre, Stuckrad est nommé commandant du 22e régiment d'infanterie et promu colonel à ce poste le 18 octobre 1861. Le 4 janvier 1866, il devient commandant de la 29e brigade d'infanterie avec un poste à la suite dans le régiment à Coblence et est promu le 8 juin 1866 général de division. Dans la guerre suivante contre l'Autriche, Stuckrad dirige sa brigade dans les batailles de Münchengrätz et de Sadowa. Le 24 mai 1870, il obtient le statut de lieutenant général et bénéficie de la pension légale.
Pendant la durée de la mobilisation à l'occasion de la guerre contre la France, Stuckrad est réactivé en 1870/71 et exerce les fonctions de commandant de Berlin et de chef de la gendarmerie d'État. Après la fin de la guerre, l'empereur Guillaume Ier lui décerne le 18 août 1871 l'étoile de l'ordre de l'Aigle rouge avec feuilles de chêne et épées sur l'anneau.

### Famille
Stuckrad se marie avec Ida Kranichfeld (1827-1907), fille du professeur Friedrich Wilhelm Kranichfeld. Le mariage reste sans enfant.